# Kazym
Kazym (rusky Казым) je řeka v Chantymansijském autonomním okruhu v Ťumeňské oblasti v Rusku. Je dlouhá 659 km. Plocha povodí měří 35 600 km².

## Průběh toku
Teče po severní části Západosibiřské roviny v bažinaté dolině, v níž říční koryto meandruje. Ústí zprava do Obu na jeho 648 říčním kilometru.

### Větší přítoky
- zleva – Amňa, Lychn

## Vodní režim
Zdrojem vody jsou převážně sněhové srážky. Průměrný roční průtok vody ve vzdálenosti 417 km od ústí činí 76,7 m³/s. Zamrzá na začátku listopadu a rozmrzá ve druhé polovině května.

## Využití
Vodní doprava je možná v délce 250 km.